# Madrid Tennis Grand Prix 1987
Il Madrid Tennis Grand Prix 1987 è stato un torneo di tennis giocato sulla terra rossa. È stata la 16ª edizione del Madrid Tennis Grand Prix che fa parte del Nabisco Grand Prix 1987. Si è giocato a Madrid in Spagna dal 14 al 20 settembre 1987.

## Campioni

### Singolare
Emilio Sánchez ha battuto in finale  Javier Sánchez con il punteggio di 6–3, 3–6, 6–2

### Doppio
Carlos Di Laura /  Javier Sánchez hanno battuto in finale  Sergio Casal /  Emilio Sánchez con il punteggio di 6–3, 3–6, 6–4